# Cordelia Edvardson
Cordelia Maria Edvardson, nata Hoffmann (Monaco di Baviera, 1º gennaio 1929 – Stoccolma, 29 ottobre 2012), è stata una giornalista e scrittrice tedesca naturalizzata svedese, superstite dell'Olocausto.

## Biografia

### Primi anni
Nacque a Monaco di Baviera nel 1929, dalla relazione illegittima della scrittrice tedesca Elisabeth Langgässer e del giurista e politologo ebreo Hermann Heller. Poiché sua madre si era convertita alla fede cattolica e Cordelia era una figlia illegittima, la bambina trascorse i primi anni di vita ignara delle sue origini ebraiche. Cordelia crebbe a Berlino, dove visse dapprima con la madre, la nonna e uno zio nella Siemensstadt e, dopo il matrimonio della madre con il filosofo Wilhelm Hoffmann nel 1935, nella Siedlung Eichkamp insieme alla madre, al patrigno e tre sorellastre.

### Persecuzione e deportazione
Quando il nazismo prese il potere, la vita di Cordelia cambiò improvvisamente: espulsa da scuola, fu costretta a lasciare la propria casa per evitare che fosse bollata come residenza di ebrei, nonché a portare la stella di David. Nel 1943, in piena seconda guerra mondiale, Elisabeth Langgässer cercò di aggirare le Leggi di Norimberga per salvare Cordelia: dapprima cercò di far sposare sua figlia con un soldato della División Azul, ma Cordelia era troppo giovane per contrarre matrimonio; fu allora che Elisabeth fece adottare sua figlia da due anziani coniugi di nazionalità spagnola, cosicché la bambina cambiò il proprio nome in Cordelia Garcia-Scouvart. Tuttavia, l'operazione non diede i frutti sperati, poiché Cordelia ed Elisabeth vennero tradotte al quartier generale della Gestapo, dove la giovane fu obbligata a firmare un documento di accettazione delle leggi razziali con la minaccia di ritorsioni nei confronti della madre per aver simulato l'adozione. Nel mese di marzo del 1944 fu deportata a Theresienstadt e successivamente ad Auschwitz, dove le fu dato il numero di matricola A3709. Costretta ai lavori forzati, si occupò dapprima della produzione di lampadine, poi fu impegnata come dattilografa per Josef Mengele.

### La vita dopo la guerra
In seguito alla liberazione, Cordelia fu portata in Svezia a bordo degli autobus bianchi. Sua madre seppe che era sopravvissuta solo un anno dopo la fine della guerra e le due si riabbracciarono nuovamente poco prima della morte di Elisabeth; della madre, nei suoi scritti, Cordelia dirà: "Mi hai nutrita e mi hai soffocata al tempo stesso". Cordelia si stabilì definitivamente in territorio svedese, dove intraprese la professione di giornalista. Nel 1974, durante la guerra del Kippur, si trasferì a vivere in Israele, continuando il suo lavoro di cronista e corrispondente. Dal 1947 al 1953 fu sposata con il giornalista sportivo Ragnar Edvardson, di cui assunse il cognome e dal quale ebbe due figli: Martin (nato nel 1948) ed Elisabeth (nata nel 1950). Successivamente, ebbe altri tre figli: Daniel (1954-1965), Miriam (1957-2022) e, insieme allo scrittore e giornalista Tore Zetterholm, l'ultimogenito Simon (nato nel 1964).
Dal 1977 al 2006, Cordelia Edvardson fu impegnata come corrispondente da Gerusalemme per il giornale Svenska Dagbladet. In queste vesti si occupò di svolgere la funzione di reporter di guerra sul campo, raccontando per trent'anni l'evoluzione del conflitto israelo-palestinese. In precedenza aveva lavorato per il periodico Damernas Värld.
Nell'autunno del 2006 rientrò a vivere a Stoccolma, dove morì nel 2012 all'età di ottantatré anni. Negli ultimi anni aveva sofferto di problemi respiratori, sia in quanto fumatrice sia per le conseguenze di un collasso polmonare subito all'epoca della deportazione.

### Attività di scrittrice
Cordelia Edvardson fu autrice di svariate opere letterarie, la prima delle quali pubblicata sotto lo pseudonimo di Maria Heller. Nel 1963 pubblicò il primo libro utilizzando il suo nome e nel 1984 pubblicò il romanzo autobiografico: Brant barn soker sig till elden, tradotto in italiano con il titolo La principessa delle ombre. Per questa pubblicazione, ricevette il Premio fratelli Scholl nel 1986 e il Premio Grinzane Cavour nel 1993.
Nei suoi scritti, Cordelia Edvardson rifiutò di rivestire esclusivamente il ruolo di vittima, utilizzando la parola per tenere viva la memoria dell'Olocausto ma anche per creare e diffondere speranza. Adottò uno stile convintamente femminista ed utilizzò sia nei libri che nel giornalismo un linguaggio ironico e amaro. Alcuni studiosi definirono la sua narrazione "frammentaria", riconoscendo in questo "anche un processo di oggettivazione e integrazione del trauma concentrazionario". Difatti, l'esposizione degli avvenimenti non avviene in ordine cronologico e si caratterizza per la ricerca di ricostruzione. Raccontando l'esperienza della deportazione e dei campi di concentramento, fornì una descrizione storico-politica della vicenda, ma affiancò a questo lavoro giornalistico anche quella che venne letta come "un'impressionante autoanalisi psicologica". La critica apprezzò l'alternanza dei ricordi di Auschwitz, dell'infanzia trascorsa in una famiglia non convenzionale e dell'elaborazione della condizione di sopravvissuta. Cordelia Edvardson scriveva in lingua svedese, sostenendo di essere stata "derubata" della lingua tedesca.

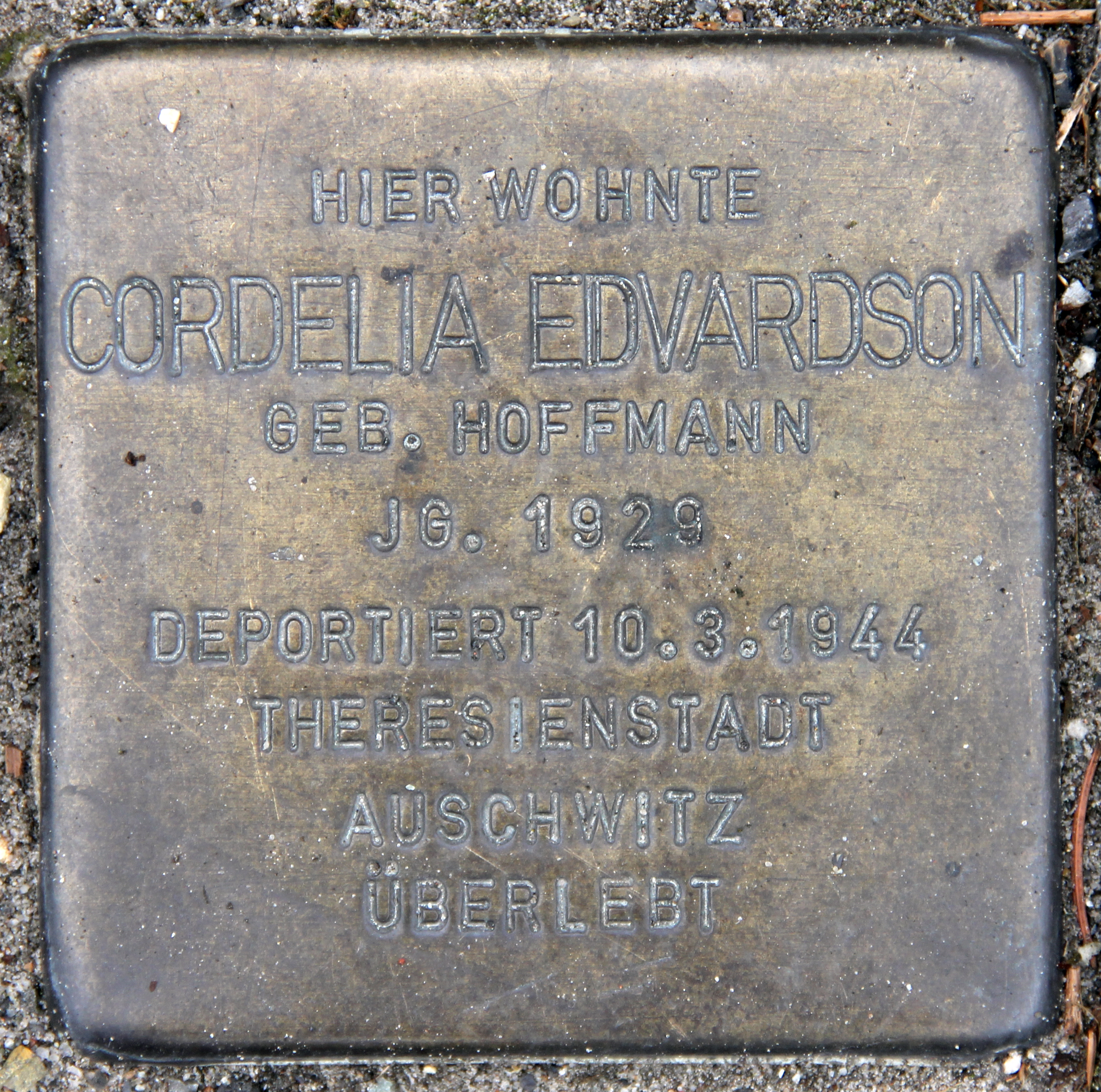
La pietra d'inciampo posta davanti alla casa berlinese di Cordelia Edvardson

### Riconoscimenti e omaggi
Nel 2001 fu insignita del Premio Reale dell'Accademia di Svezia e l'anno seguente vinse il premio "Penna della libertà" consegnato dalla Torgny Segerstedt Memorial Foundation. Nel 1983 aveva vinto lo Stora journalistpriset, il Gran Premio del Giornalismo conferito da Bonnier. Nel 2012 le fu conferito il premio letterario Jolopriset.
Nel 2005, il regista Stefan Jarl girò un documentario sulla vita di Cordelia Edvardson, Flickan från Auschwitz.
Il 2 novembre 2008, davanti alla casa di Berlino dove aveva trascorso l'infanzia, venne posta una pietra d'inciampo a nome di Cordelia Edvardson.
Il Dipartimento di Giornalismo, Media e Comunicazione dell'Università di Stoccolma istituì nel 2010 un premio giornalistico a nome di Cordelia Edvardson, che viene assegnato ogni due anni ad un giornalista contraddistintosi per l'impegno e l'appeal. La prima vincitrice dell'onorificenza fu la corrispondente per il Medio Oriente Cecilia Uddén.

## Opere
- (SV) Så kom jag till Kartago, Stoccolma, Tiden, 1958.
- (SV) Kärlekens vittne, Stoccolma, Rabén & Sjögren, 1963.
- (SV) De sista av de rättfärdiga: ett reportage om en ortodox minoritet i folkhemmet Sverige, Stoccolma, 1966.
- (SV) Till kvinna född, Stoccolma, Rabén & Sjögren, 1967.
- (SV) Miriam bor i en kibbutz, Stoccolma, Rabén & Sjögren, 1969.
- (SV) Du har varit nära, Stoccolma, Rabén & Sjögren, 1971.
- (SV) Om jag glömmer dig --- : en invandrares dagbok från Israel, Stoccolma, Forum, 1976, ISBN 91-37-06099-6.
- (SV) Två rum i Jerusalem, Vällingby, Harrier, 1978, ISBN 91-7068-069-8.
- (SV) Bränt barn söker sig till elden: roman, Stoccolma, Bromberg, 1984, ISBN 91-7608-253-9.
  -  La principessa delle ombre, traduzione di Carmen Giorgetti Cima, Firenze, Giunti Editore, 1992, ISBN 9788809202580.
- (SV) Viska det till vinden, Stoccolma, Bromberg, 1988, ISBN 91-7608-423-X.
- (SV) Jerusalems leende : dikter, Stoccolma, Bromberg, 1991, ISBN 91-7608-492-2.
- (SV) Berättelser från gränsen : reportage, artiklar och krönikor, Stoccolma, Norstedt, 2007, ISBN 978-91-1-301727-3.
- (SV) För att livet ska bli något mera uthärdligt bör man tro på under, Stoccolma, Weyler, 2012, ISBN 978-91-87347-05-4.